# 上からマリコ
「上からマリコ」（うえからマリコ）は、日本の女性アイドルグループ・AKB48の楽曲である。楽曲は秋元康により作詞、川浦正大により作曲されている。2011年12月7日に、AKB48のメジャー24作目のシングルとしてキングレコードから発売された。楽曲のセンターポジションは篠田麻里子が務めた。
楽曲はリリースに先駆けて行われたイベント『AKB48 24thシングル選抜じゃんけん大会』において勝ち残ったメンバー16人により歌唱されており、同イベントで優勝した篠田麻里子が自身初となるセンターポジションを務めている。4種類あるシングルのジャケットのうち、3種類は巨大化した篠田と小さくなったほかのメンバーが配置された構図になっている。
各種レビューやニュース記事の指摘によると、音楽的に「上からマリコ」はポップソングあるいはポップ・ロックである。また、歌詞には年上の女性に振り回される男性の気持ちが綴られており、女性側のキャラクターも表現されている。女性のキャラクターは篠田麻里子のキャラクターのイメージと重なっており、楽曲タイトルも篠田にちなんでつけられている。楽曲は音楽性や歌詞について複数の批評で肯定的な評価を得ている一方、音楽性における「冒険」が少ないという指摘もある。楽曲はオリコン週間シングルチャートおよびBillboard JAPANのチャートにおいて1位を獲得しており、前者においては初動売上のみでのミリオンセラーを達成した。
楽曲のミュージック・ビデオは高橋栄樹が監督を務めており、学校を舞台としたドラマが展開されている。ドラマのストーリーはじゃんけんにより生徒会長を決めるというものであり、はじめは乗り気でなかった生徒たちが篠田の演じる生物教師のエピソードを聞いてじゃんけんを進めていくという内容になっている。楽曲は複数のテレビ番組でライブ・パフォーマンスされているほか、2012年3月に行われたさいたまスーパーアリーナでのライブや、同年8月の東京ドーム公演でも披露されている。

## 背景とリリース
AKB48の24thシングルに関する告知は、2011年7月3日に東京ビッグサイトで行われた21stシングル『Everyday、カチューシャ』の大握手会において、イベント『AKB48 24thシングル選抜じゃんけん大会』の開催告知という形で行われた。これと同時に、シングルの発売が同年12月に予定されていることも明らかにされた。じゃんけん大会は、本シングルの表題曲を歌うメンバーをじゃんけんにより選抜するイベントであり、同年9月20日に実施されたこのイベントにより選抜メンバー16人が決定した。また、イベントで1位になったのは篠田麻里子であり、これにより篠田は自身初となるセンターポジションを務めることになった。イベントの実施と同日、キングレコードのサイトにおいて、シングルの発売日が2011年12月7日に決定したことが明かされた。
前作からの選抜入りは、河西智美、北原里英、小嶋陽菜、篠田麻里子、峯岸みなみの5人。前田敦子が初めて選抜から外れたため、デビューシングルから連続して選抜入りしているのは小嶋陽菜のみとなった。選抜メンバー初参加は、大家志津香、桑原みずき（SKE48）、小林茉里奈、肥川彩愛（NMB48）、山内鈴蘭、山口夕輝（NMB48）の6人。山内鈴蘭が、チーム4から初の選抜入りで、小林茉里奈が、10期生として初めての選抜入りで、研究生として2人目の選抜入りとなった。肥川彩愛が、姉妹グループの研究生からの史上初の選抜入りとなった。研究生の選抜入りは、小森美果が選抜メンバーとして参加した、2009年6月の12thシングル『涙サプライズ!』以来、2年半（12作）ぶり、2作目となった。選抜復帰のメンバーは5人で、秋元才加が、2011年8月の22ndシングル『フライングゲット』以来、4か月（2作）ぶり、佐藤すみれが、2011年5月の21stシングル『Everyday、カチューシャ』以来、7か月（3作）ぶり、前田亜美が、2010年12月の19thシングル『チャンスの順番』以来、1年（5作）ぶり、藤江れいなが、2009年6月の12thシングル『涙サプライズ!』以来、2年半（12作）ぶり、梅田彩佳が、2008年6月の9thシングル『Baby! Baby! Baby!』以来、3年半（15作）ぶりの選抜入りとなった。
選抜メンバー全16人の中で、秋元才加にとっては、本作が最後のAKB48の選抜入りシングル表題曲となった。
また、NMB48の肥川彩愛と山口夕輝の2人にとっては、最初で最後のAKB48の選抜入りシングル表題曲となった。
2011年10月29日、味の素スタジアムで開催された自身の22枚目のシングル『フライングゲット』の握手会イベントにおいて、表題曲のタイトルが「上からマリコ」であることが発表された。このイベントにおいては「上からマリコ」のミュージック・ビデオの初公開も行われた。表題曲の選定においては、じゃんけん大会以前に5つのデモ楽曲が候補として用意されており、その中で最有力であった楽曲が織田哲郎の作曲によるもので、「走れ!ペンギン」とタイトルづけられていた。しかし、このタイトルは選抜メンバー未経験者が大会で優勝しセンターを務めることを想定したものであり、篠田がセンターの楽曲としてはしっくりこないという判断から楽曲の選び直しを行い、その結果「上からマリコ」が表題曲となった。その後同年11月上旬、『上からマリコ』のジャケット写真が公開された。
CD発売に先駆け、2011年11月16日から「上からマリコ」の着うたおよび待ちうたがレコチョクから配信された。また、同年12月15日までに限り、着うたの購入者全員に「オリジナル待受画像」が特典としてプレゼントされた（スマートフォンによる購入を除く）。同年11月30日からは同曲の着うたフルがレコチョクから配信された。『上からマリコ』のCDシングルは、「Type-A」「Type-K」「Type-B」「劇場盤」の4形態がリリースされた。特典として、Type-A、K、Bの初回生産分には生写真1枚（全36種類）および「24thシングル トーク&握手会イベント」の応募抽選ハガキが封入されている。劇場盤には「劇場盤発売記念大握手会」参加券およびメンバー個別生写真1枚が封入されている。
PC配信はCDシングルと同日の2011年12月7日にリリースされており、CDシングルと同じく「Type-A」「Type-K」「Type-B」「劇場盤」の4形態が存在する。なお、当初の表題曲候補とされていた楽曲「走れ!ペンギン」は劇場盤のカップリングとして収録されている（#劇場盤の節を参照）。
楽曲のキャッチコピーは「お姉さんが教えてあげる」。

## アートワーク
『上からマリコ』のジャケット写真は、写真家の蜷川実花により撮影されている。ジャケット写真はCDシングルの4形態それぞれに対応した4種類が存在する。
4種類のうちType-A・Type-K・Type-Bの3種類においては、ドールハウスのような部屋の中で「巨大化」している篠田麻里子と小さなサイズのほかの選抜メンバー15人が配置された構図となっている。篠田は3種類それぞれのドールハウスの色に合わせたドレスを身に着けており、ほかの15人もドレス姿で写されている。各ジャケットにはリボン風の文字による楽曲タイトルが表示されている。これらのジャケットの制作にあたっては篠田の提案が採用されており、これについて篠田は「プロデューサーの秋元康さんから『好きにやっていい』と言われたので、じゃんけん大会で優勝したご褒美として、自分がガリバーみたいに大きくなってみんなが人形みたいにかわいく、タイトルの文字もリボン風にしました」と語っている。各ジャケットで基調となっている色はType-Aが赤、Type-Kが緑、Type-Bが青であり、これはそれぞれAKB48のチームA、チームK、チームBのチームカラーに対応している。
オリコンや美容最新ニュースの記事によると、これら3種類のジャケットにおいて巨大化した篠田はほかの15人を見下ろしており、楽曲で歌われている「“麻里子様”キャラ」がジャケットで表現されている。モデルプレスの記事はこれらのジャケットについて楽曲のキャッチコピーと絡めて「篠田麻里子が、『お姉さんが教えてあげる』とばかりに”上から目線”を決めている」と記している。
劇場盤のジャケットはメンバー8人が起用されたジャケットとなっており、上記の3種類と同様にリボン風の文字による楽曲タイトルが表示されている。

## 音楽性
CDジャーナルの楽曲コメントやNEWSポストセブンの記事の指摘によると、音楽的に「上からマリコ」はポップソングである。一方、CDジャーナルの視聴記コメントでは本楽曲をポップ・ロックであるとしている。hotexpressの山本純によると、楽曲は「AKB48作品ではお馴染み」の4つ打ちをベースに、ピアノの音色をはさむサウンドとなっている。楽曲の歌詞は、音楽評論家の富澤一誠によると「年上の女の子に振り回される年下男子」がテーマになっており、歌詞は男性の視点で書かれている。CDジャーナルの視聴記コメントによると、歌詞は「突然キスをせがまれドギマギする年下の男の心境」を綴ったものである。このほか、NEWSポストセブンの記事によると歌詞には「年下男子を振り回す“年上のお姉さん”の自由奔放さや、わがままっぷり、かわいらしさ」が表現されており、同記事は歌詞について「Sっぽい“麻里子様キャラ”のイメージ」と記している。この言及のとおり、篠田麻里子は自身のキャラクターについて「Sキャラに見られがち」と自ら語っているが、「実はドMなんです」とも発言している。
楽曲タイトルにある「マリコ」は篠田麻里子の名前からとられたものであり、AKB48のシングルの表題曲にメンバーの名前が含まれるのは本楽曲が初めてである。各種スポーツ紙によると「上から」という言葉は篠田がAKB48で最年長であることと、高身長であることにちなむ。CDジャーナルの楽曲コメントによると、「上から」はこれらの2点に加え「年上のお姉さんがいたずらに試す“サディスティックな”恋の無茶ぶり具合」にも由来している。

## 批評
「上からマリコ」は、複数の批評において肯定的な評価を得ている。hotexpressの山本純は「楽曲が実に“らしく”て良い」と評している。歌詞については「年上でありながら、ただ優しくリードするだけではなく、何かを試すように突然目をつぶって年下の男子を困らせる。そんな一度は憧れるお姉さん像をここまで描けるのは、やはりマリコ様をおいて他にいない。」と評している。CDジャーナルの視聴記コメントでは楽曲を「キラキラ感満載のポップ・ロック」と表現し、歌詞について「最年長&高身長の篠田を上手くテーマとして描いた秋元康のセンスも絶妙」と評している。富澤一誠は楽曲について「サビの部分が一度聞いたら覚えやすく、AKBのこれまでのヒット曲同様、ヒットのコツをおさえたよくできた曲だと思います」と述べている。歌詞については「すごくいい」と称賛しており、歌詞が男性の視点で書かれているために「男性ファンも感情移入しやすい」という点や楽曲テーマが「いまのこの時代にありそうな状況をズバリ描いて」いるという点に言及している。また、富澤は楽曲がヒットするという予想の根拠としてメンバーの名前を冠した楽曲タイトルを挙げており、名前の部分を「マリコ」とカタカナにしている点が「ポイント」であると指摘したうえで「篠田さんのために書いた曲だとは思いますが、『麻里子』という固有名詞ではなくて、『マリコ』にすることで“一般名詞”にしている。そうすることでより多くの人にアピールする手法です。」と述べている。このほかサビを別の名前に変えて歌うことで盛り上がるという「カラオケ効果」にも言及し、「年末の忘年会にむけてカラオケ曲としてもヒットする可能性は高いですね」と述べている。
その一方、WHAT's IN? WEBの対談において、音楽ライターの南波一海は「2011年はチャレンジングな曲が少なかったですね。クオリティは維持されて手堅いけれども、もうちょっと冒険が聴きたいなって。」と述べており、本楽曲についても「歌詞は刺激的なんだけど、曲はいかにもAKBだなって」とコメントしている。対談相手の高木”JET”晋一郎は「でも、ある意味ではキャラクター性の強い『上からマリコ』をポップスとして成立させたのはスゴいですね。それは篠田麻里子のキャラクターを多くの人が共有できてるってことですから。」と返している。

## チャート成績
『上からマリコ』のシングルCDは、発売前日（集計初日）の2011年12月6日付オリコンデイリーシングルチャートで推定売上枚数約95万9000枚を記録し、初登場で1位にランクインした。集計初日におけるデイリーチャートの推定売上枚数としては、前作『風は吹いている』の約104万6000枚（2011年10月25日付）、前々作『フライングゲット』の約102万6000枚（2011年8月23日付）に続く発売当時歴代3位の記録となった。集計2日目の翌12月7日付同チャートで推定売上枚数の累積が約103万9000枚となり、ミリオンセラーを達成した。
その後、2011年12月19日付オリコン週間シングルチャートで初登場1位を記録した。シングルの1位獲得は通算11作目となり、女性グループによる通算1位獲得数でモーニング娘。と並び歴代1位になった。初動売上は約119万9000枚であり、発売当時オリコンチャートのシングル史上5番目に高い枚数を記録したほか、4作連続で初動のみでのミリオンセラーを達成した。累積売上での達成を含めた場合、ミリオンセラーは5作連続・通算6作目であり、5作連続の達成はGLAY（1999年2月22日付にて『Winter,again』で記録）以来12年10か月ぶり、通算6作の達成は女性アーティスト（ソロ含む）では史上初である（全アーティストを含めた場合ではGLAYと並び歴代3位タイとなった）。オリコン週間シングルチャートにおけるランクイン回数は24回となった。
2011年度のオリコン年間シングルチャートにおいては4位にランクインした。1位から3位および5位もAKB48の作品であり、この年の年間チャートは上位5位までをAKB48の作品が占めている。また、この年の年間チャートは本作の週間チャート初登場週である2011年12月19日付が集計期間の最終週であるため、本作は初動売上のみの集計で年間チャートにランクインしている。翌年度である2012年度のオリコン上半期シングルチャートにおいては、集計期間内に約10万5000枚を記録して38位にランクインした。
本楽曲の着うたフルは、2011年12月6日付RIAJ有料音楽配信チャート（日本レコード協会）において4位に初登場した。翌週の12月13日付同チャートでは3位に浮上し、最高順位を更新した。
Billboard JAPANのチャートにおいては、2011年12月19日付のHot 100、Hot Singles Sales、Adult Contemporary Airplayで同時に1位にランクインした。このほか、同日付のHot Top Airplayにおいて2位を記録した。

## ミュージック・ビデオ
「上からマリコ」のミュージック・ビデオは、高橋栄樹が監督を務めている。ビデオにはドラマパートがあり、その脚本は榎戸洋司が担当している。ビデオのストーリーは、学校の生徒会長を「じゃんけん大会」で決定するというものである。ドラマにおいて、篠田麻里子は生徒たちがあこがれる生物教師の役として出演している。このほか、秋元才加が体育教師役で出演しており、それ以外の出演メンバーは生徒役である。生徒役のうち、藤江れいながビデオにおける「準主役級」の役割を演じている。
ビデオはドラマパートから始まる。ビデオにおける学校では、生徒会長に立候補する人がいなかったため、クラスごとにくじ引きで選んだ8人による「じゃんけん大会」で生徒会長を決めることになった。はじめ選ばれた生徒たちは乗り気でなかった。しかし、この学校では過去にも一度同様にじゃんけんで生徒会長を決めたことがあり、劇中の体育教師（秋元才加）の発言によると、過去にじゃんけんが行われたのは生徒会長への立候補者が多かったためで、篠田麻里子はじゃんけんで勝ち抜いて生徒会長になり、その頃から篠田が輝き始めたということである。この話を聞いて生徒たちが驚くシーンに続き、ビデオでは「上からマリコ」が流れ始める。楽曲の間は、ダンスや歌唱のシーンとドラマのシーンが交互に流れ、ドラマのシーンでは前述の話を聞いた生徒たちが生徒会長を決めるためのじゃんけん大会を進めていく。じゃんけんの試合はトーナメントで進んでいき、試合前には生徒役のメンバーそれぞれの名前とアピールコメントが表示される。大会の結果藤江れいなが優勝を収め、そのシーンの後に楽曲が流れ終わる。続くドラマパートでは、藤江がじゃんけん大会の最終試合前に篠田につけてもらった髪飾りを返しにいくが、篠田はその髪飾りを藤江にプレゼントする。去っていく篠田に向けて藤江がピースサインを送り、それに対し篠田が去りながらじゃんけんのグーの形で手を上げるというシーンでビデオは終了する。
センターである篠田以外による8人の直筆の意気込みコメントは以下の通りとなっている。
| メンバー   | 内容                                                                 |
| ---------- | -------------------------------------------------------------------- |
| 藤江れいな | 自分を変えるチャンス。精一杯、頑張ります!!                           |
| 前田亜美   | じゃんけん、楽しむぞ～～                                             |
| 峯岸みなみ | 絶対!!勝つ!!                                                         |
| 河西智美   | ともーみだって戦うよん！                                             |
| 佐藤すみれ | 生徒会長やったことないんですけど、やる気あります!!がんばりたいです!! |
| 大家志津香 | 演劇部 この際、生徒会長になってやるぜ!!うははは                      |
| 小嶋陽菜   | ♡You LOVE♡                                                           |
| 小林茉里奈 | 峯岸先輩には負けません 絶対に決勝に行くぞー!!                        |

## ライブ・パフォーマンス
「上からマリコ」は、複数のテレビ番組でライブ・パフォーマンスされている。楽曲を披露した2011年12月5日放送の『カミスン!』（TBS）では、秋元才加が篠田麻里子からの「ムチャぶり」に応じて側転を披露している。また、篠田のブログによると、パフォーマンスの際の衣装はメンバーそれぞれで意見を出し合いながら決められたものである。同年12月9日放送の『ミュージックステーション』（テレビ朝日）ではトリとして本楽曲が披露されている。
2012年3月23日から3日間にわたり行われたAKB48のドームライブ『業務連絡。頼むぞ、片山部長! in さいたまスーパーアリーナ』においても本楽曲は披露された。ライブ2日目である3月24日、「上からマリコ」はオープニング映像の後にはじめの1曲目として披露された。このとき、AKB48としては初となるフライング演出がなされた。楽曲の冒頭において、センターを務める篠田がステージの上空からゴンドラに乗って登場し、中盤からは篠田が再び上空へと上がった。
2012年8月24日から3日間にわたり行われた、AKB48としては初となる東京ドーム公演でも本楽曲は披露された。楽曲がはじめに披露されたのは1日目であり、ライブの30曲目として披露された。楽曲の披露中には、「AKB48」と描かれた2台の飛行船が会場内を飛び、サビに入ったときに飛行船から篠田の顔が印刷された8個の巨大な「マリコ様風船」が落下するという演出がなされた。楽曲はその後の公演でも披露されており、公演2日目はライブの40曲目として、3日目はライブの35曲目として披露された。
2012年9月18日、本楽曲の選抜メンバーを決めたじゃんけん大会の翌年に行われた『AKB48 29thシングル選抜じゃんけん大会』においては、じゃんけんの試合開始前に行われたライブで本楽曲が披露された。楽曲のパフォーマンスはこのライブで選抜メンバーが発表された楽曲「UZA」の披露に続いて行われた。パフォーマンスの初めでは、大会の司会である福澤朗の煽りに続いてセンターの篠田麻里子が登場し、楽曲のサビをソロで歌唱した。
『AKB48 リクエストアワー セットリストベスト100 2013』では、「上からマリコ」が3位、シングルカップリング曲の「走れ!ペンギン」が1位に選ばれた。『AKB48 リクエストアワー セットリストベスト200 2014』で「上からマリコ」が27位に選ばれたときには篠田がサプライズで登場した。
2013年7月16日、『火曜曲!』（TBS）の最後の出演において、当初のじゃんけん選抜メンバー13人を含む16人のメンバーで披露された。

## メディアでの使用
「上からマリコ」は、UHA味覚糖の菓子「ぷっちょ」およびNTTぷららの映像配信サービス「ひかりTV」のコマーシャルソングとして使用された。このうち、本楽曲を使用した「ぷっちょ」のコマーシャルにはノーマル編、グー編、チョキ編、パー編の4編がある。篠田は『AKB48 24thシングル選抜じゃんけん大会』で優勝した副賞として、これらのコマーシャルにセンターポジションで出演しており、コマーシャルは篠田がカメラに向かって「上から目線」で話しかけるという内容である。また、本楽曲はひかりTVのコント番組『AKB48コント「びみょ〜」』のエンディングテーマとしても使われた。

## シングル収録トラック

### Type-A
| #  | タイトル                              | 作詞   | 作曲       | 編曲     | 時間 |
| -- | ------------------------------------- | ------ | ---------- | -------- | ---- |
| 1. | 「上からマリコ」                      | 秋元康 | 川浦正大   | 生田真心 | 4:40 |
| 2. | 「ノエルの夜」                        | 秋元康 | 奥田もとい | 若田部誠 | 4:11 |
| 3. | 「隣人は傷つかない」(Team A)          | 秋元康 | 佐々木裕   | 佐々木裕 | 3:34 |
| 4. | 「上からマリコ (off vocal ver.)」     |        | 川浦正大   | 生田真心 | 4:40 |
| 5. | 「ノエルの夜 (off vocal ver.)」       |        | 奥田もとい | 若田部誠 | 4:11 |
| 6. | 「隣人は傷つかない (off vocal ver.)」 |        | 佐々木裕   | 佐々木裕 | 3:33 |

| #  | タイトル                                                    | 作詞 | 作曲・編曲 | 監督     | 時間 |
| -- | ----------------------------------------------------------- | ---- | ---------- | -------- | ---- |
| 1. | 「上からマリコ Music Video」                                |      |            | 高橋栄樹 | 9:18 |
| 2. | 「ノエルの夜 Music Video」                                  |      |            | 中野裕之 |      |
| 3. | 「隣人は傷つかない Music Video」                            |      |            | 中村太洸 |      |
| 4. | 「24thシングル 選抜じゃんけん大会ドキュメント映像（前編）」 |      |            |          |      |

### Type-K
| #  | タイトル                          | 作詞   | 作曲       | 編曲     | 時間 |
| -- | --------------------------------- | ------ | ---------- | -------- | ---- |
| 1. | 「上からマリコ」                  | 秋元康 | 川浦正大   | 生田真心 | 4:40 |
| 2. | 「ノエルの夜」                    | 秋元康 | 奥田もとい | 若田部誠 | 4:10 |
| 3. | 「ゼロサム太陽」(Team K)          | 秋元康 | 俊龍       | Sizuk    | 4:18 |
| 4. | 「上からマリコ (off vocal ver.)」 |        | 川浦正大   | 生田真心 | 4:40 |
| 5. | 「ノエルの夜 (off vocal ver.)」   |        | 奥田もとい | 若田部誠 | 4:10 |
| 6. | 「ゼロサム太陽 (off vocal ver.)」 |        | 俊龍       | Sizuk    | 4:16 |

| #  | タイトル                                                    | 作詞 | 作曲・編曲 | 監督     | 時間 |
| -- | ----------------------------------------------------------- | ---- | ---------- | -------- | ---- |
| 1. | 「上からマリコ Music Video」                                |      |            | 高橋栄樹 | 9:18 |
| 2. | 「ノエルの夜 Music Video」                                  |      |            | 中野裕之 |      |
| 3. | 「ゼロサム太陽 Music Video」                                |      |            | 丸山健志 |      |
| 4. | 「24thシングル 選抜じゃんけん大会ドキュメント映像（中編）」 |      |            |          |      |

### Type-B
| #  | タイトル                                  | 作詞   | 作曲       | 編曲           | 時間 |
| -- | ----------------------------------------- | ------ | ---------- | -------------- | ---- |
| 1. | 「上からマリコ」                          | 秋元康 | 川浦正大   | 生田真心       | 4:40 |
| 2. | 「ノエルの夜」                            | 秋元康 | 奥田もとい | 若田部誠       | 4:10 |
| 3. | 「呼び捨てファンタジー」(Team B)          | 秋元康 | 小川コータ | 野中“まさ”雄一 | 3:31 |
| 4. | 「上からマリコ (off vocal ver.)」         |        | 川浦正大   | 生田真心       | 4:40 |
| 5. | 「ノエルの夜 (off vocal ver.)」           |        | 奥田もとい | 若田部誠       | 4:10 |
| 6. | 「呼び捨てファンタジー (off vocal ver.)」 |        | 小川コータ | 野中“まさ”雄一 | 3:29 |

| #  | タイトル                                                    | 作詞 | 作曲・編曲 | 監督     | 時間 |
| -- | ----------------------------------------------------------- | ---- | ---------- | -------- | ---- |
| 1. | 「上からマリコ Music Video」                                |      |            | 高橋栄樹 | 9:18 |
| 2. | 「ノエルの夜 Music Video」                                  |      |            | 中野裕之 |      |
| 3. | 「呼び捨てファンタジー Music Video」                        |      |            | 蜷川実花 |      |
| 4. | 「24thシングル 選抜じゃんけん大会ドキュメント映像（後編）」 |      |            |          |      |
| 5. | 「篠田麻里子ガチインタビュー インタビュアーぷっちょくん」   |      |            |          |      |

### 劇場盤
| #  | タイトル                           | 作詞   | 作曲       | 編曲           | 時間 |
| -- | ---------------------------------- | ------ | ---------- | -------------- | ---- |
| 1. | 「上からマリコ」                   | 秋元康 | 川浦正大   | 生田真心       | 4:40 |
| 2. | 「ノエルの夜」                     | 秋元康 | 奥田もとい | 若田部誠       | 4:10 |
| 3. | 「走れ!ペンギン」(Team 4)          | 秋元康 | 織田哲郎   | 野中“まさ”雄一 | 4:03 |
| 4. | 「上からマリコ (off vocal ver.)」  |        | 川浦正大   | 生田真心       | 4:40 |
| 5. | 「ノエルの夜 (off vocal ver.)」    |        | 奥田もとい | 若田部誠       | 4:10 |
| 6. | 「走れ!ペンギン (off vocal ver.)」 |        | 織田哲郎   | 野中“まさ”雄一 | 4:01 |

## 選抜メンバー
かっこ内は「AKB48 24thシングル選抜じゃんけん大会」での順位。
- 秋元才加（5位）
- 梅田彩佳（9位）
- 大家志津香（6位）
- 河西智美（9位）
- 北原里英（9位）
- 桑原みずき（9位） [注釈 13]
- 小嶋陽菜（9位）
- 小林茉里奈（4位）
- 佐藤すみれ（8位）
- 篠田麻里子（1位）
- 肥川彩愛（9位） [注釈 14]
- 藤江れいな（2位）
- 前田亜美（7位）
- 峯岸みなみ（3位）
- 山内鈴蘭（9位）
- 山口夕輝（9位） [注釈 14]

## 収録アルバム
- 1830m
- 0と1の間

## チャートと認定
| 国   | チャート（2011年）                         | 最高順位 |
| ---- | ------------------------------------------ | -------- |
| 日本 | オリコン週間シングルチャート               | 1        |
| 日本 | RIAJ有料音楽配信チャート                   | 3        |
| 日本 | Billboard Japan Hot 100                    | 1        |
| 日本 | Billboard Japan Hot Top Airplay            | 2        |
| 日本 | Billboard Japan Hot Singles Sales          | 1        |
| 日本 | Billboard Japan Adult Contemporary Airplay | 1        |

### 月間チャート
| 国   | チャート（2011年）                   | 最高順位 |
| ---- | ------------------------------------ | -------- |
| 日本 | オリコン月間シングルチャート（12月） | 1        |

### 上半期チャート
| 国   | チャート（2012年）             | 最高順位 |
| ---- | ------------------------------ | -------- |
| 日本 | オリコン上半期シングルチャート | 38       |

### 年間チャート
| 国   | チャート（2011年）           | 最高順位 |
| ---- | ---------------------------- | -------- |
| 日本 | オリコン年間シングルチャート | 4        |

### ゴールド等認定
| 国、地域 | 認定                           |
| -------- | ------------------------------ |
| 日本     | ミリオン（邦楽［シングル］）   |
| 日本     | ゴールド（着うたフル）         |
| 日本     | ゴールド（PC配信（シングル）） |